# Litauische Hockeynationalmannschaft der Herren
Die litauische Hockeynationalmannschaft der Herren vertritt Litauen bei internationalen Wettbewerben. Der erste Trainer war Valerijus Grešnovas, ab 1968 Adolfas Mickus, danach Arzt Feliksas Paškevičius und jetzt Artūras Macijauskas. 
Litauen nahm an sowjetischen Spielen in der Sowjetunion an. An Weltmeisterschaften und an Olympiaden nahm die Mannschaft noch nicht teil. Der Hockey-Verband ist Lietuvos žolės riedulio federacija.
Aktuell rangiert Litauen auf Platz 56 der Welt- und Platz 26 der Europarangliste.